# تبوتاپ
تبوتاپ (به لاتین: Tebutop) یک کوه در سورینام است که در ناحیه سیپالیوینی واقع شده‌است. تبوتاپ ۳۷۴ متر بالاتر از سطح دریا واقع شده‌است.